# Війна Канудус
Війна Кану́дус (порт. Guerra de Canudos), також повстання Кану́дус — великий збройний конфлікт, що відбувся у 1896–1897 роках між владою Бразилії та групою з 25—30 тисяч поселенців, які заснували власне поселення Канудус у північно-східній частині штату Баїя.

## Зародження руху
Після скасування в Бразилії рабства 1888 року на пусті землі північного сходу провінції Баїя почали стікатись багато звільнених рабів, безземельних селян, бідних індіанців, злочинців та інших маргінальних елементів. Ними було засновано поселення Канудус, що стало центром своєрідної селянської громади. До 1896 року в Канудусі проживало близько 25—30 тисяч жителів.
На той час у Бразилії почалась каучукова лихоманка. Каучукові компанії здійснили спробу вдертися до Канудуса та підкорити його жителів, проте стикнулись з опором місцевого населення, яке було фанатично відданим своїм землям. Як захисник селянських бідаків виступив містик Антоніу Масіел на прізвисько Консельєйру (це прізвисько можна перекласти як «Радник», «Наставник», «Проповідник» чи «Утішитель»).
Антоніу Консельєйру організував у Канудусі релігійну комуну з 9 тисяч осіб, проголосив себе пророком та у своїх проповідях обіцяв краще життя й повернення першого португальського короля Себастьяна. Консельєйру виступав проти республіканського ладу, порівнюючи республіку з антихристом, та закликав до відмови підкорятись її законам та сплачувати податки. За кілька років кількість прибічників Консельєйру зросла за різними оцінками від 20 до 30 тисяч осіб зі штатів Сеара, Пернамбуку, Сержипі та Баїя. Це було доведене до відчаю злиднями й голодом населення, якому нічого було втрачати.

## Повстання
Під керівництвом Консельєйру учасники повстання почали грабувати проїжджих торгівців та місцевих поміщиків. Уряд штату Баїя усіма силами намагався відновити порядок, однак повстанцям вдалося розбити кілька загонів поліції, відряджених проти них штатом, а потім і федеральні підкріплення. Таким чином, повстанці заволоділи трофейною зброєю та боєприпасами.
Зрештою в ситуацію довелось втрутитись федеральному уряду, який оголосив всіх учасників повстання прибічниками реставрації монархії, а відповідно — ворогами республіки й демократії. На боротьбу з повстанцями було відряджено 8-тисячну армію, включаючи важку артилерію. Військова операція затягнулась на багато місяців. У вересні 1897 року не стало Антоніу Консельєйру, невдовзі після цього повстання було остаточно розбито.
Урядові війська втратили понад 4 тисячі осіб убитими, поселення Канудус було знищено, а більша частина його населення винищена. Влада Бразилії не дозволяла згадувати про повстання в друку упродовж наступних п'яти років.

## В культурі
Подробиці придушення повстання Канудус було змальовано письменником та очевидцем тих подій Евклідісом да Куньєю в книзі «Сертани» (1902), яка нині є класичним твором бразильської літератури. Повстанню в Канудус присвячено книгу перуанського письменника Маріо Варгаса Льоси «Війна кінця світу» (ісп. La guerra del fin del mundo), написана 1981 року.
1997 року в Бразилії було знято фільм «Війна Канудус», що також розповідає про події повстання.